# Black screen of death
Black screen of death (BlSoD lub BSOD, z ang. Czarny ekran śmierci), to:
- tryb błędu w Windows 3.x
- ekran wyświetlany w systemie operacyjnym OS/2, jeśli wystąpi błąd w systemie i nie można odzyskać danych (ekran TRAP) lub gdy wystąpi „ciężki” błąd w programie działającym w trybie pełnego ekranu (rzadko spotykany).

Black screen of death występował (i wciąż występuje) we wszystkich wersjach OS/2 oraz w Mac OS X Leopard i Snow Leopard.

## Black screen of death w Windows

### Windows 3.x

BSoD w Windows 3.x

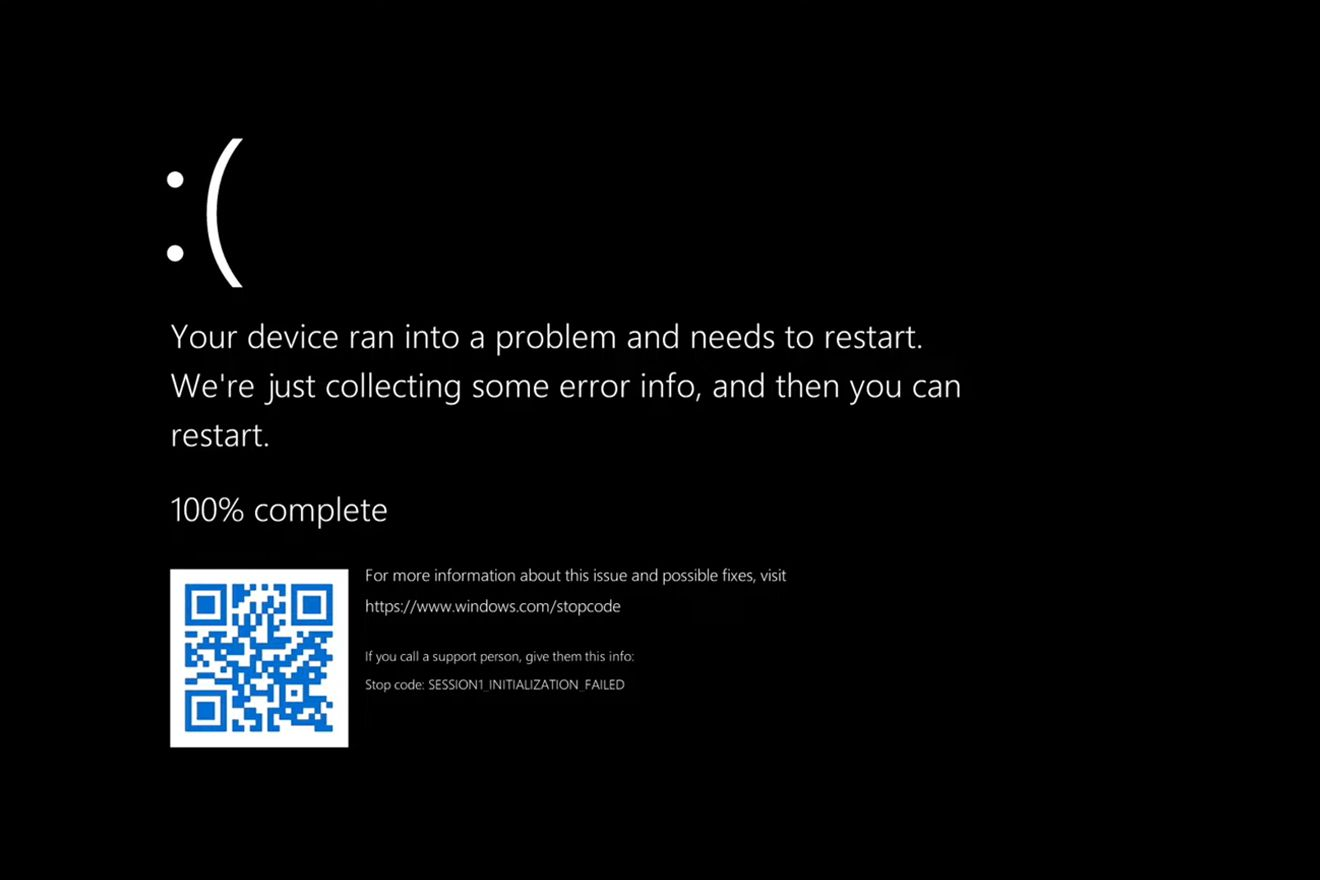
BSoD w Windows 11

W Windows 3.x black screen of death to postępowanie systemu, jeśli aplikacja DOS-owa nie mogła się uruchomić poprawnie. Zwykle występował, kiedy tworzono połączenie z dyskami sieciowymi znajdującymi się rezydentnie w pamięci – najczęściej, lecz nie tylko, był widziany kiedy klient Novell NetWare dla DOS-a, NETX był uruchamiany. Wtedy system przełączał się do trybu tekstowego nie wyświetlając nic i zostawiając użytkownika przed czarnym ekranem z migoczącym kursorem w lewym górnym rogu. W tym momencie jedyną możliwością, aby system ponownie zadziałał normalnie, było jego ponowne uruchomienie.
Według Wallace'a McClure'a z ASP.net, fraza została wymyślona latem 1991 roku przez Eda Browna, technika z działu IT firmy Coca-Cola Company w Atlancie. Raportował on, że kiedy pracownicy z działu Global Marketing w jego firmie chcieli uruchomić WordPerfect, na ich ekranach pojawiał się BSOD.

### Późniejsze wersje Windows
Windows 95, Windows 98 i kolejne wersje tego systemu operacyjnego, także wyświetlają black screen of death, kiedy system nie może się uruchomić. Zwykle jest to spowodowane brakiem jednego z plików wymaganych przez Windows. Użytkownik wtedy musi zreinstalować system (w wypadku uszkodzenia ważnych plików takich jak kernel32.dll), uruchomić program sprawdzania dysków (chkdsk z opcją /r), po wcześniejszym podłączeniu dysku do innego komputera z systemem Windows, lub uruchomić konsolę odzyskiwania systemu, w przypadku nowszych wersji Windows, pozwalając na automatyczną naprawę problemu. Jeśli brakujący plik to bardzo ważny proces, wtedy komputer może tylko wyświetlić BSOD-a nie informując, że to z powodu brakującego pliku. Black screen of death może też zostać wyświetlony z powodu nieprawidłowych sterowników (głównie karty graficznej) lub niedozwolonych na monitorze, a ustawionych, parametrów wyświetlania.
W innych sytuacjach black screen of death jest zastępowany przez blue screen of death.
Wraz z pierwszymi testowymi kompilacjami systemu Windows 11, Microsoft zmienił kolor ekranu śmierci na czarny.